# Jäger-Regiment zu Pferde Nr. 6

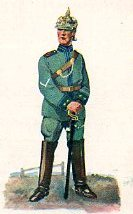
Jäger des Jäger-Regiment zu Pferde Nr. 6

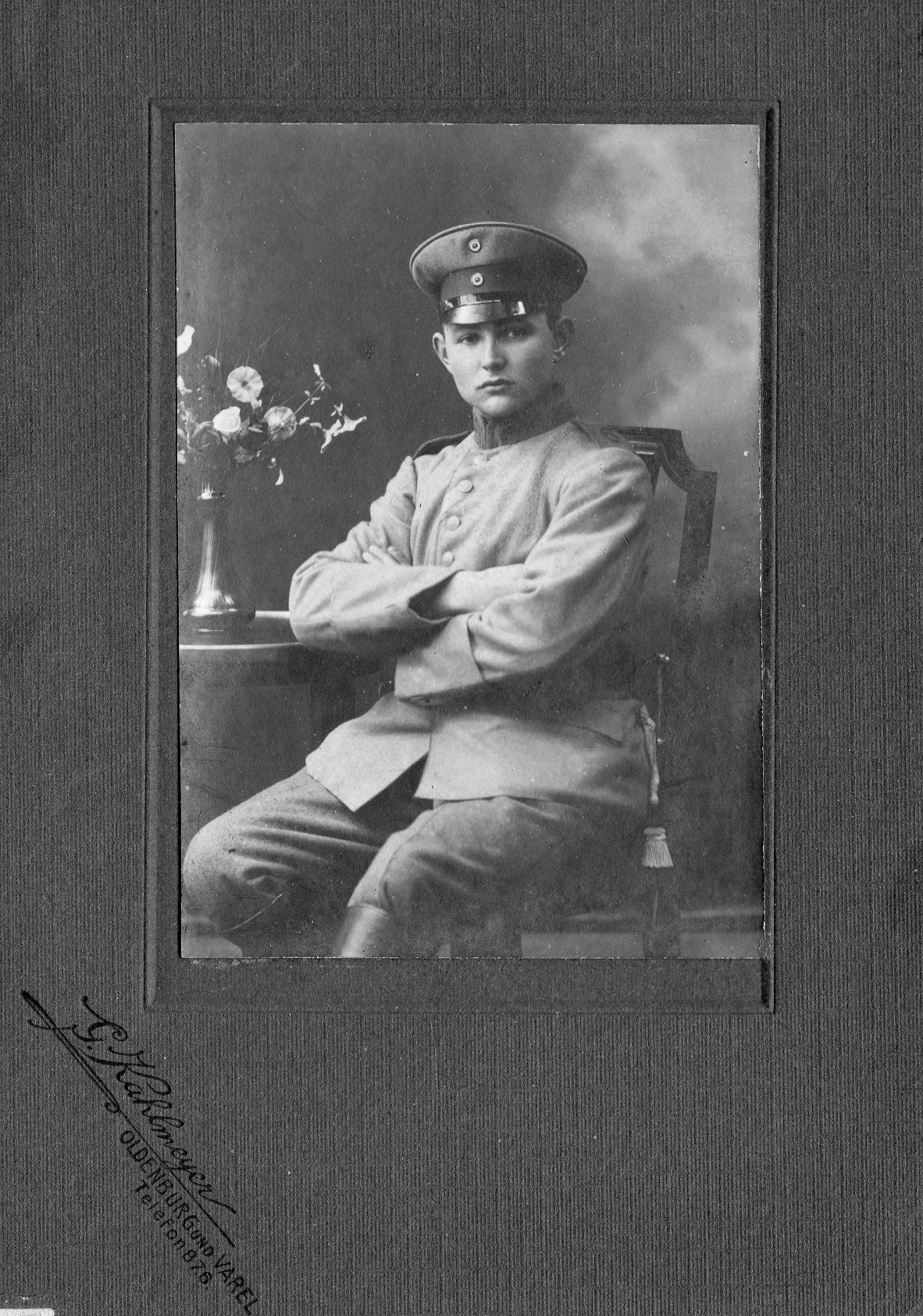
Jäger Gerhard Wiechmann (1895–1978), Jäger-Regiment zu Pferde Nummer 6, Erfurt. Aufnahme durch Georg Kahlmeyer, Oldenburg in Oldenburg, 17. März 1917. Die Aufnahme entstand vermutlich anlässlich eines Urlaubs von der Ostfront. Wiechmann war Angehöriger des Regiments vom 9. Dezember 1916 bis zu seiner Entlassung am 22. Dezember 1918.

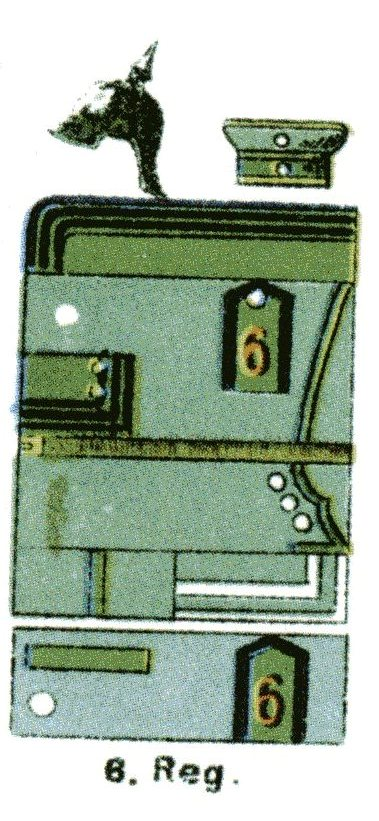
Uniform des Jäger-Regiments zu Pferde Nr. 6 um 1912

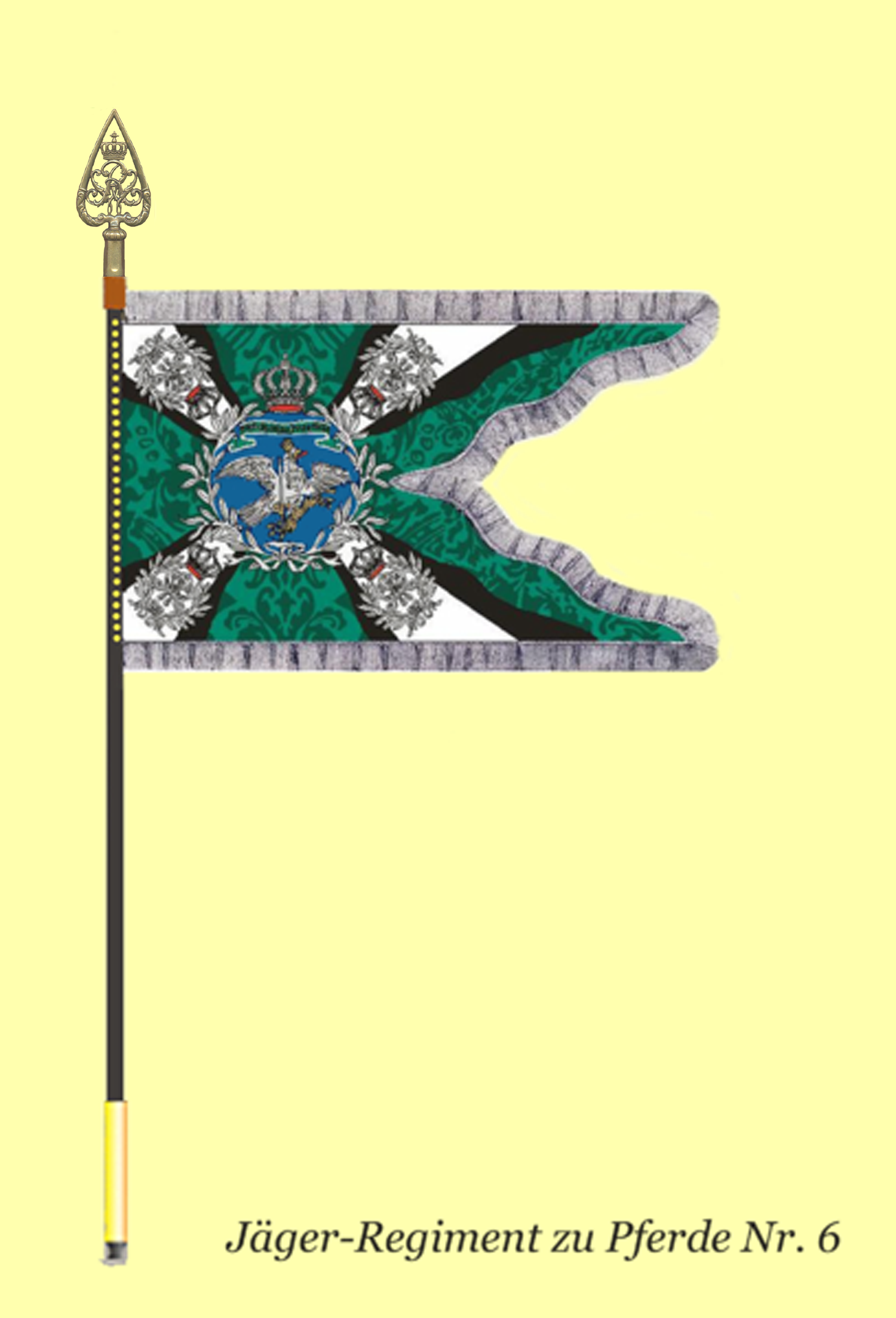
Regimentsstandarte

Das Jäger-Regiment zu Pferde Nr. 6 war ein Kavallerieverband der Preußischen Armee, der in Erfurt stationiert war.

## Geschichte

### Aufstellung
Mit Allerhöchster-Kabinetts-Order (A.K.O.) vom 21. März 1910 wurde zum 1. Oktober 1910 die Aufstellung eines Regiments Jäger zu Pferde mit der Nummer 6 befohlen. Dazu wurden fünf Eskadronen aus bestehenden Regimentern herangezogen:
- 1. Eskadron, Ulanen-Regiment „Prinz August von Württemberg“ (Posensches) Nr. 10
- 1. Eskadron, Husaren-Regiment „von Schill“ (1. Schlesisches) Nr. 4
- 3. Eskadron, Husaren-Regiment „Königin Wilhelmina der Niederlande“ (Hannoversches) Nr. 15
- 4. Eskadron, Dragoner-Regiment „Freiherr von Manteuffel“ (Rheinisches) Nr. 5
- 5. Eskadron. Ulanen-Regiment „Hennigs von Treffenfeld“ (Altmärkisches) Nr. 16

Zur Unterbringung des Regiments hatte sich die Stadt Erfurt im November 1907 per Vertrag mit dem Militärfiskus verpflichtet, eine entsprechende Kaserne im Süden der Stadt (südlich des Südfriedhofs, seit 1970 Südpark, an der damaligen Jäger-Straße, heute Friedrich-Ebert-Straße) zu bauen und bis 1940 an die Armee zu vermieten. Die Kaserne wurde am 28. September 1910 dem ersten Kommandeur des Regiments, Oberstleutnant von Arnim, übergeben. Die Soldaten und ihre etwa 1000 Pferde trafen in den folgenden Tagen ein, und das Regiment wurde am 24. Oktober feierlich in der Stadt begrüßt.

### Verbandszugehörigkeit

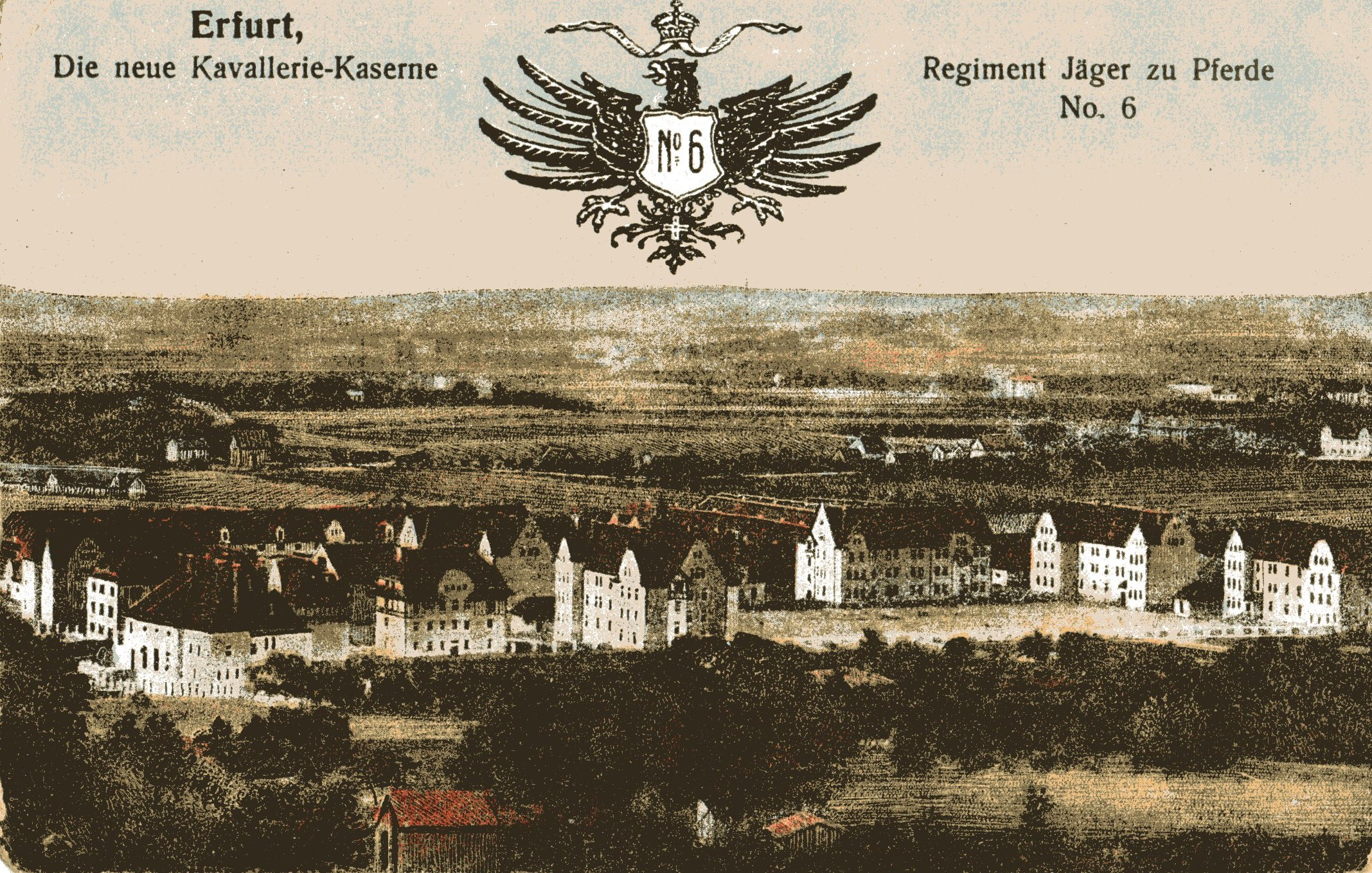
Erfurt. Kaserne des Jägerregiments zu Pferde Nr. 6. Kolorierte Postkarte um 1914. Ungelaufene Postkarte.

Bei der Aufstellung 1910
- XI. Armee-Korps in Kassel

Kommandierender General: General der Infanterie Reinhard von Scheffer-Boyadel
- 38. Division in Erfurt

Kommandeur: Generalleutnant Alfred von Strubberg (1855–1920)
- 38. Kavallerie-Brigade in Erfurt

Kommandeur: Oberst Wilhelm Digeon von Monteton
- Regimentskommandeur: Oberstleutnant von Arnim

Bei der Mobilmachung 1914
Bei der deutschen Mobilmachung 1914 wurde das Regiment der zu diesem Zeitpunkt neu aufgestellten 8. Kavallerie-Division der Sächsischen Armee zugeteilt.
- XI. Armee-Korps in Kassel

Kommandierender General: Generalleutnant Otto von Plüskow
- 8. Kavallerie-Division (Königlich Sächsische)

Kommandeur: Generalleutnant Günther Graf von der Schulenburg-Hehlen
- 38. Kavallerie-Brigade in Erfurt

Kommandeur: Generalmajor Paul Weinschenck

### Erster Weltkrieg
Zu Beginn des Ersten Weltkrieges war das Regiment, bis März 1918 zusammen mit dem Jäger-Regiment zu Pferde Nr. 2 im Verband der 38. Kavallerie-Brigade (8. Kavallerie-Division), vom 5. bis 19. August mit Grenzschutz und Aufklärungsgefechten in Lothringen befasst. Es folgten die Schlacht in Lothringen (20. bis 22. August) und die Schlacht vor Nancy-Épinal (22. bis 31. August).
Danach wurde die gesamte Division in der Zeit vom 31. August bis zum 4. September nach Ostpreußen verlegt, wo die Jäger vom 9. bis 15. September an der Schlacht an den Masurischen Seen, den Kämpfen um Warschau am 9./10. Oktober 1914 und der Schlacht um Łódź vom 16. November bis 15. Dezember 1914 teilnahmen. Im Jahre 1915 wurde das Regiment nach Litauen verlegt, wo es vom 19. bis zum 26. März 1916 in der Schlacht bei Jakobstadt und 1917 an den Kämpfen vor Dünaburg und Riga eingesetzt war. Im Oktober/November 1916 wurden die Pferde abgegeben, da sie bei dem nun vorherrschenden Stellungskampf nicht mehr von Nutzen waren, und im Dezember 1916 wurde das Regiment daher in Jäger-Schützen-Regiment zu Pferde Nr. 6 umbenannt. Die Division und das Regiment kämpften bis zur Waffenruhe am 7. Dezember 1917 im Baltikum und dann erneut vom 18. Februar bis zum 4. April 1918 im Rahmen der Operation Faustschlag, als sie zunächst im Handstreich Dünaburg und dann weite Gebiete zwischen dem Peipussee und der oberen Düna besetzten.
Im März 1918 wurde die 8. Kavallerie-Division aufgelöst, und das Regiment verlegte auf den Truppenübungsplatz Zossen, wo es infanteristisch ausgebildet wurde. Ab April 1918 kämpfte das Jäger-Schützen-Regiment zu Pferde Nr. 6, im Verband der in Kavallerie-Schützen-Kommando 38 umbenannten ehemaligen 38. Kavallerie-Brigade und zur Garde-Kavallerie-Schützen-Division gehörig, in den Abwehrschlachten der Westfront im Raum Soissons-Reims ein. Die Division kämpfte dann ab 15. Juli in der Schlacht an der Marne und in der Champagne, vom 17. August bis zum 4. September zwischen Oise und Aisne, und deckte schließlich ab Oktober als Eingreifreserve den Rückzug der 1. Armee.

### Verbleib
Nach dem Inkrafttreten des Waffenstillstands von Compiègne trat das Regiment am 12. November 1918 von Charleville an der Maas unter Major von Petersdorff den Rückmarsch in die Heimat an. Es traf am 8. Dezember in Potsdam und am 10. Dezember 1918 in Berlin ein. Die älteren Soldaten wurden zur Demobilisierung nach Erfurt geschickt. Die jüngeren Soldaten wurden während der Weihnachtskämpfe am 24. Dezember 1918 im Rahmen der Garde-Kavallerie-Schützen-Division gegen die meuternde und im Berliner Stadtschloss und dem Marstall verschanzte Volksmarinedivision eingesetzt. Noch während der im Januar ernsthaft beginnenden Demobilisierung des Regiments waren die noch aktiven Mitglieder an der Niederschlagung des sogenannten Spartakusaufstands im Januar 1919 und an den Berliner Märzkämpfen beteiligt.
Die Tradition übernahm in der Reichswehr durch Erlass des Chefs der Heeresleitung General der Infanterie Hans von Seeckt vom 24. August 1921 die 3. Eskadron des 16. Reiter-Regiments in Erfurt.

## Uniform
Die Uniform war dem Stil der Kürassiere nachempfunden. Der Waffenrock war graugrün mit schwedischen Aufschlägen. Kragen, Aufschläge und Vorstöße waren hellgrün, die Abzeichenfarbe dagegen dunkelblau. Knöpfe und Helmzier waren weiß, Stiefel und Lederzeug naturbraun. Der Helm war wie bei den Kürassieren, jedoch aus geschwärztem Blech mit Dragoneradler als Zier; Einfassungsschienen, Schuppenketten und Spitze waren aus Tombak. Auf den Schulterklappen befand sich die Regimentsnummer. Zur Friedensuniform wurde von den Unteroffizieren und Mannschaften eine Stahlrohrlanze mit schwarz-weißer Lanzenflagge geführt.
Bereits mit A.K.O. vom 14. Februar 1907 befohlen und ab 1909/1910 schrittweise eingeführt, wurde anlässlich des Kaisermanövers 1913 die bunte Uniform erstmals durch die feldgraue Felddienstuniform (M 1910) ersetzt. Diese glich vollkommen der Friedensuniform. Das Lederzeug und die Stiefel waren naturbraun, der Helm wurde durch einen schilffarbigen Stoffüberzug bedeckt. Das Bandelier und die Kartusche wurden zu dieser Uniform nicht mehr angelegt.

## Kommandeure
| Dienstgrad           | Name                   | Berufung           | Abberufung         |
| -------------------- | ---------------------- | ------------------ | ------------------ |
| Major                | Emil von Armin         | 1. Oktober 1910    | 17. Februar 1913   |
| Major/Oberstleutnant | Ernst von Wilms        | 18. Februar 1913   | 14. September 1917 |
| Major                | Werner von der Planitz | 15. September 1917 | 14. November 1918  |
| Oberstleutnant       | Bodo von Petersdorff   | 15. November 1918  | 9. Januar 1919     |
| Oberst               | Ernst von Wilms        | 10. Januar 1919    | 19. Juli 1919      |

## Das Ehrenmal für die Gefallenen
Am 16. November 1924 wurde für die Gefallenen des Regiments vor der Reglerkirche in Erfurt ein expressionistisches Denkmal aufgestellt, das von dem Bildhauer Hans Walther geschaffen worden war. Es bestand aus einer nackten Reiterstatue und einem nackten Fußsoldaten, der von einem Schuss getroffen niederkniet. Das Denkmal wurde im Beisein von Regierungspräsident Fritz Tiedemann und Oberbürgermeister Bruno Mann eingeweiht.
Am 8. April 1939 erklärte sich die Kavallerie-Kameradschaft Erfurt auf Druck von NSDAP-Oberbürgermeister Walter Kießling bereit, dem entschädigungslosen Abbruch des Denkmals zuzustimmen. Kießling hatte das Denkmal vorher öffentlich als „Zerrgebilde“ bezeichnet; ehemalige Offiziere des Regiments als „Kulturschande“ und „entartete Kunst“. Das abgebrochene Denkmal wurde auf dem Hauptfriedhof abgelagert; seitdem ist es verschollen.